# Pandemia de COVID-19 en Guyana
El primer caso de la pandemia de COVID-19 en Guyana fue reportado por el presidente del país David Granger el 11 de marzo de 2020. Según el gobierno, la paciente era una mujer de 52 años proveniente de los Estados Unidos.
Hasta el 9 de mayo de 2021 de se han confirmado ha confirmado 13.957 casos, 11.787 se han recuperado y 310 de ellos han fallecido. Los mismos se encuentran en varias regiones del país, entre ellas la Guayana Esequiba, territorio disputado con Venezuela.

## Cronología

### Marzo de 2020
El 11 de marzo se reporta que una mujer que tenía síntomas de COVID-19 proveniente de la ciudad de Nueva York en los Estados Unidos había dado positivo al examen médico, la paciente falleció ese mismo día en un hospital de Georgetown, capital del país.
El 12 de marzo toda la familia de la difunta fue puesta en cuarentena, y el presidente David Granger pidió a la población no realizar reuniones ni viajes nacionales e internacionales, así mismo Granger ordenó intensificar el patrullaje en las fronteras con Brasil, Venezuela y Surinam para detectar a extranjeros con coronavirus que intenten ingresar a Guyana. Igualmente se decretó la suspensión de clases por dos semanas y el cierre de los aeropuertos internacionales.
El 18 de marzo la compañía petrolera Exxon Mobil informó que la pandemia de coronavirus tendrá impacto en el petróleo guyanés. Ese mismo día el gobierno confirmó otros cinco casos, todos parte de la familia de la paciente cero, uno de ellos también falleció. También se logró localizar a todos los pasajeros que acompañaron al caso cero del viaje de Nueva York a Georgetown para ponerlos en cuarentena.
El 19 de marzo la Fuerza de Defensa de Guyana recibió capacitación para atender la emergencia sanitaria, también el sector salud recomenzó al gobierno adquirir el medicamento Peginterferón alfa-2b, originario de Cuba.

### Abril de 2020
Para el 5 de abril de 2020, Guyana elevó sus casos a 29 y 4 decesos, todos en la región capital,. días después se elevó a 45 casos y 6 fallecidos. Aparte se extendió a otras regiones entre ellas, Barima-Waini, situada en la Guayana Esequiba, territorio en disputa con Venezuela. y días más tarde, se notificaron nuevos casos, cuatro en Islas Esequibo-Demerara Occidental y siete en Cuyuní-Mazaruní. El gobierno guyanés también informó que varias personas a nivel nacional fueron puestos en cuarentena ante posibles contagios, dos en Pomerón-Supenaam y ocho en Potaro-Siparuni.
Para el 14 de abril de 2020 el número de infectados subió a 47 y días más tarde a 57, según data dada por el Ministerio de Salud Pública de Guyana. Para el 19 de abril de ese mismo año, Guyana ya acumula 65 casos, 7 defunciones y 9 recuperados.
El 23 de abril de ese mismo año, el Ministerio de Salud Pública de Guyana eleva a 70 los casos confirmados en dicho país. Para el 29 de abril el Dr. Ertenisa Hamilton, personal encargada a dicho ministerio, anuncia un nuevo caso para un total de 75 ya registrados en dicho país, con 12 recuperados y 8 muertes. días después los casos aumentaron a 78.

### Mayo de 2020
El 2 de mayo de 2020, se registra una nueva muerte en el país el cual eleva a 9 en total, además sube la cifra a 82 infectados y 22 recuperados. Días más tarde se eleva a 92 los casos, 27 recuperados y se mantiene la cantidad de decesos.
Días más tarde, se hicieron pruebas de coronavirus a la Guardia Presidencial, dando como positivo 8 funcionarios.
Para el 25 de mayo, Guyana eleva su cifra de contagiados a 135 y anuncia la recuperación de 62 pacientes infectados y días más tarde se eleva a 153 y 12 fallecidos.

### Junio y julio de 2020
El Ministerio de Salud Pública de Guyana informó para el 8 de junio de 2020, que los casos se elevan a 154, con 84 recuperados y 12 decesos.
Para el 8 de julio de 2020, los casos en el territorio de Guyana aumentaron a 284, 16 fallecimientos y 125 pacientes recuperados.

### Agosto de 2020
A principio de mes se presencia un considerado aumento de números de casos por COVID-19. Y es que para el reporte del 5 de agosto de 2020, la cifra se sitúa en 509 los infectados. Medios como La Vanguardia, afirman que pese a la nación se encuentra a borde de un colapso hospitalario, planea reanudar la regular circulación de personas con el vecino país de Brasil.

### Octubre de 2020
Para octubre se ha confirmado 3.589 casos, manteniendo una leve estabilidad en el número de casos por día.

## Disputa territorial
La disputa territorial entre Guyana y Venezuela debía ser discutida en la Corte Internacional de Justicia en marzo de 2020, pero fue cancelada temporalmente por la pandemia.
La primera sesión finalmente se llevó a cabo el 30 de julio de 2020, las autoridades venezolanas no participaron porque desconocen la jurisdicción de la corte sobre el caso. La sesión se llevó a cabo de manera virtual debido a la pandemia.